# طوفان اس
طوفان اس (به انگلیسی: S Storm) یک فیلم سینمایی دلهره‌آور، اکشن و جنایی هنگ کنگی-چینی محصول سال ۲۰۱۶ به کارگردانی دیوید لام با بازی لوئیس کو، جولیان چیانگ و ویک چو است. این دومین فیلم از مجموعه فیلم‌های طوفان است که پس از طوفان زد سال ۲۰۱۴ منتشر شده‌است. در چین در تاریخ ۱۴ سپتامبر ۲۰۱۶ و در هنگ کنگ در ۱۵ سپتامبر ۲۰۱۶ منتشر شد.

## خلاصه داستان
در بازی‌های فوتبالی که به تازگی در هنگ‌کنگ شروع شده، بی‌نظمی‌ها به اوج رسیده و در این بین یک گروه پلیس حرفه‌ای برای بررسی این بی‌نظمی‌ها و همچنین پیدا کردن یک قاتل دست به کار می‌شوند. اما…

## دنباله
پس از این فیلم دنباله‌ای با نام طوفان ال در ۲۳ اوت ۲۰۱۸ در هنگ کنگ منتشر شد